# Gloiodon nigrescens
Gloiodon nigrescens är en svampart som först beskrevs av Petch, och fick sitt nu gällande namn av Rudolf Arnold Maas Geesteranus 1964. Gloiodon nigrescens ingår i släktet Gloiodon och familjen Bondarzewiaceae.   Inga underarter finns listade i Catalogue of Life.